# Historia de la cartografía china
La historia de la cartografía china empieza con el Shu Jing o Clásico de la Historia, un libro del siglo III a. C. y lo encontramos en el capítulo titulado El tributo de Yu. 

## Orígenes
El tributo de Yu contiene mitos del II milenio aC con el rey Shun, que mandó a su ministro Yu hacer unos mapas con el motivo de regular las aguas y las tierras. Este estudio del terreno lo trajo a recorrer todo lo el mundo civilizado. En el libro se describen las nueve provincias del territorio chino. La descripción consiste en delimitar la provincia, obras públicas, calidad de la tierra, naturaleza del tributo y caminos por los cuales llega el tributo a la capital. En otro apartado se hace referencia a los límites del territorio, fijados por cinco montañas sagradas y por los ríos. Este croquis es conocido por el Yugong, gira alrededor de la persona del emperador, quien emana el poder imperial y que se extiende por sucesivos estratos simbólicos de 500 le chinos de anchura, unos 250 kilómetros. El Yugong agrupa todo el territorio con su visión china, esta está organizada del centro hacia fuera, por estratos. 
El primer estrato corresponde al dominio imperial, el segundo a los dominios de los príncipes feudatarios, el tercero a la zona de pacificación o zonas de provincias civilizadas en parte por China, y el cuarto es la zona de los bárbaros aliados, finalmente a la periferia extrema viven los pueblos salvajes no civilizados. Esta apariencia de autoridad imperial escondía un montón de particularidades locales en términos de escritura, lengua y creencias que progresivamente se fueron homogeneizando. El Yugong no da ninguna indicación con respecto a la forma de las diferentes zonas las encontramos representadas a través de rectángulos, acto seguido la convención en virtud de la cual la tierra es cuadrada o rectangular y el cielo que la cubre se representa siempre redondo. Así, la China, siguiendo el pensamiento clásico adoptó la forma de un cuadrado dividido en nuevo partes iguales (las nuevo provincias), una forma simbólica que reencontraremos en el diseño del modelo conceptual de las ciudades.

## Herramientas
Durante la dinastía Zhou, para las obras hidráulicas en la provincia de Shandong, se utilizaron unos cuántos instrumentos de medida como la cinta de agrimensor, herramientas como el hilo de plomo y el nivel de agua. Son lo que hoy día entendemos por el nivel, la cuerda, el compás y la escuadra. A partir de la dinastía Zhou nació una auténtica cultura de la escritura, la transformación de la realidad del paisaje en una continuación de signos abstractos. En el S. III d. C. los chinos combinaron el cálculo de las distancias, las escalas con una cuadrícula rectangular, un dispositivo geométrico copiado del Yugong y así se podía hacer un cálculo aproximado de la distancia entre los puntos.

## Expediciones
Los Viajes de Zheng He, entre el año 1405 y el 1433, sobre todo en tiempo del emperador Yongle, de la dinastía Ming, donde se hicieron siete expediciones navales que lo llevaron a Java, Sumatra, Indonesia, Sri Lanka, Persia, Arabia y en dos ocasiones a Mozambique, en África oriental. 
Esta flota, que llegó a tener setenta barcos, algunos de los cuales hacían 138 metros de largo, era mucho más moderna que las occidentales. Aunque no eran muy buenos comerciantes, la tradición afirma que las expediciones permitieron establecer lazos con muchos países, y algunos de ellos fueron durante un tiempo tributarios del imperio. Ma Huan relató estos viajes en un diario destinado al emperador, que contiene observaciones etnográficas precisas sobre los pueblos que encontraban, además de reflexiones científicas sobre la geografía o el clima, como resultado de lo cual se ha identificado a este expedicionista con la leyenda épica de Simbad El Marino.  
Estas expediciones marítimas, que marcan el apogeo de la expansión marítima china, que aun así ya había sido notable en tiempo de la dinastía Song del Sur (1127-1279), acabaron al morir Zheng He en el año 1433, debido a su coste desorbitado.

## Jesuitas
El aporte de los jesuitas es toda una serie de conocimientos en el terreno de la astronomía, el calendario y las matemáticas, que introdujeron a la China nuevas técnicas cartográficas. Aun así, por impresionar los chinos, los jesuitas optaron por vincular los conocimientos científicos de occidente y la religión cristiana, si bien dudaron a la hora de informar a los chinos de los nuevos adelantos científicos en Occidente, puesto que temían que pudieran suscitar dudas sobre la religión. Los conocimientos introducidos por los primeros jesuitas quedaron superados bien pronto. 
El pionero de esta empresa fue el padre Matteo Ricci (1552-1610), que llegó a Macao en 1582, empezó enseguida a aprender chino. Dotado de una memoria prodigiosa, Ricci no tardó a hacer amistad con algunos funcionarios locales chinos de la ciudad meridional de Zhaoqing, donde vivía. La curiosidad de esta gente por su patria y por los países que había recorrido en sus viajes aumentó al ver un mapamundi que, traído de Europa, Ricci lo mostró y dónde la China sólo ocupaba una parte relativamente modesta del mundo.

## Ricci
Ricci combinó fuentes occidentales y chinas, estaba realmente convencido de que los mapas de la China eran más exactos que los europeos. Así confeccionó el Mapa completo de las montañas y de los mares de la tierra (Yudi shan hai quantu) en 1584. Ricci dibujó el mapa a partir de una proyección del mundo desarrollada en 1570 de un mapa europeo, el centro del mundo era un punto en medio del océano Atlántico, y las proporciones del dibujo de la China son muy correctas. Ricci va continuando perfeccionando sus mapas y provocaron un éxito clamoroso dentro de la corte del emperador. 
El jesuita había entendido la necesidad de hacer concesiones culturales a los chinos a la hora de presentarlos un conocimiento geográfico y científico radicalmente nuevo. Desde finales del siglo XVII hasta principios del siglo XIX, la gran mayoría de cartógrafos chinos prácticamente ignoraron las representaciones del mundo de los jesuitas. Los atlas publicados son de modelos nacidos en tiempos de la dinastía Song, como el Mapa de la China y de los países bárbaros (Huayi tú) y recuperaban los trazos del siglo XVI, de Liang Zhou. Ninguno de estos mapas tenía como finalidad poner en entredicho las creaciones tradicionales, y los diferentes países no chinos dispersados alrededor de la China eran representados como islas sin importancia, territorios míticos, extraídos del Libro de las montañas y los mares (Shan hai jing) una recopilación del S. III a. C.

## sigloXIX
La penetración colonial en la China no provocó muchos cambios. No siempre era evidente la necesidad de adoptar conocimiento occidental del mundo. En el año 1838 poco antes de la primera guerra del Opio, pocos chinos disponen de datos fiables sobre Oeste. Los documentos oficiales de la dinastía Qing sobre los pueblos tributarios conocidos por su nombre que hay en el mapa Huang Qing Zhigong Tú no daban demasiadas pistas a la población. Otras fuentes de información de la dinastía Qing, eran falsas y en general la conciencia popular, como también la de las elites era la representación del mundo que, de hecho, no había evolucionado desde la dinastía Song.
Aun cuando la mayoría de cartógrafos chinos habían abandonado los modelos occidentales, algunos no renunciaron a recoger los conocimientos extranjeros. El sacerdote taoísta Le Mingzhe hizo en el 1819 una Ilustración de los contornos del cielo (Huatian tushuo) en la cual presentaba dos mapas relativamente modernos de los hemisferios occidental y oriental. En el año 1842, Wei Yuan siguiendo un encargo del gobernador del Hunan, Lin Zexu, terminó una Geografía Ilustrada del mundo (Sizhou Zhi) en la cual hace una descripción sistemática de diferentes países, traduciendo obras occidentales. Los mapas de Wei Yuan dieron en China una visión actualizada del mundo, uno de sus mapas hace un análisis geopolítico de la velocidad a qué con que se ha producido la expansión marítima occidental. Otro mapa destaca por su exactitud geográfica. El proyecto común de los dos era, según afirmaba el propio Wei Yuan describir el Oeste tal y como lo veían los occidentales.